# Paul Boudet
Paul Boudet, född den 13 november 1800, död den 17 november 1877, var en fransk statsman.
Boudet blev advokat 1821, var 1834–48 deputerad och 1839–40 generalsekreterare i justitieministeriet samt 1839–48 medlem av statsrådet (conseil d'état). År 1848 blev han medlem av nationalförsamlingen och 1849 ånyo av conseil d'état, där han hörde till den minoritet, som protesterade mot statskuppen av 1851. Sedan valen år 1863 visat, att de frisinnade åsikterna hade de flesta sympatierna hos franska folket, blev han inrikesminister. När han 1865 nedlade sin portfölj, blev han medlem av senaten och dennes förste vice president, vilken funktion han innehade till kejsardömets fall.